# Complexul Energetic Craiova

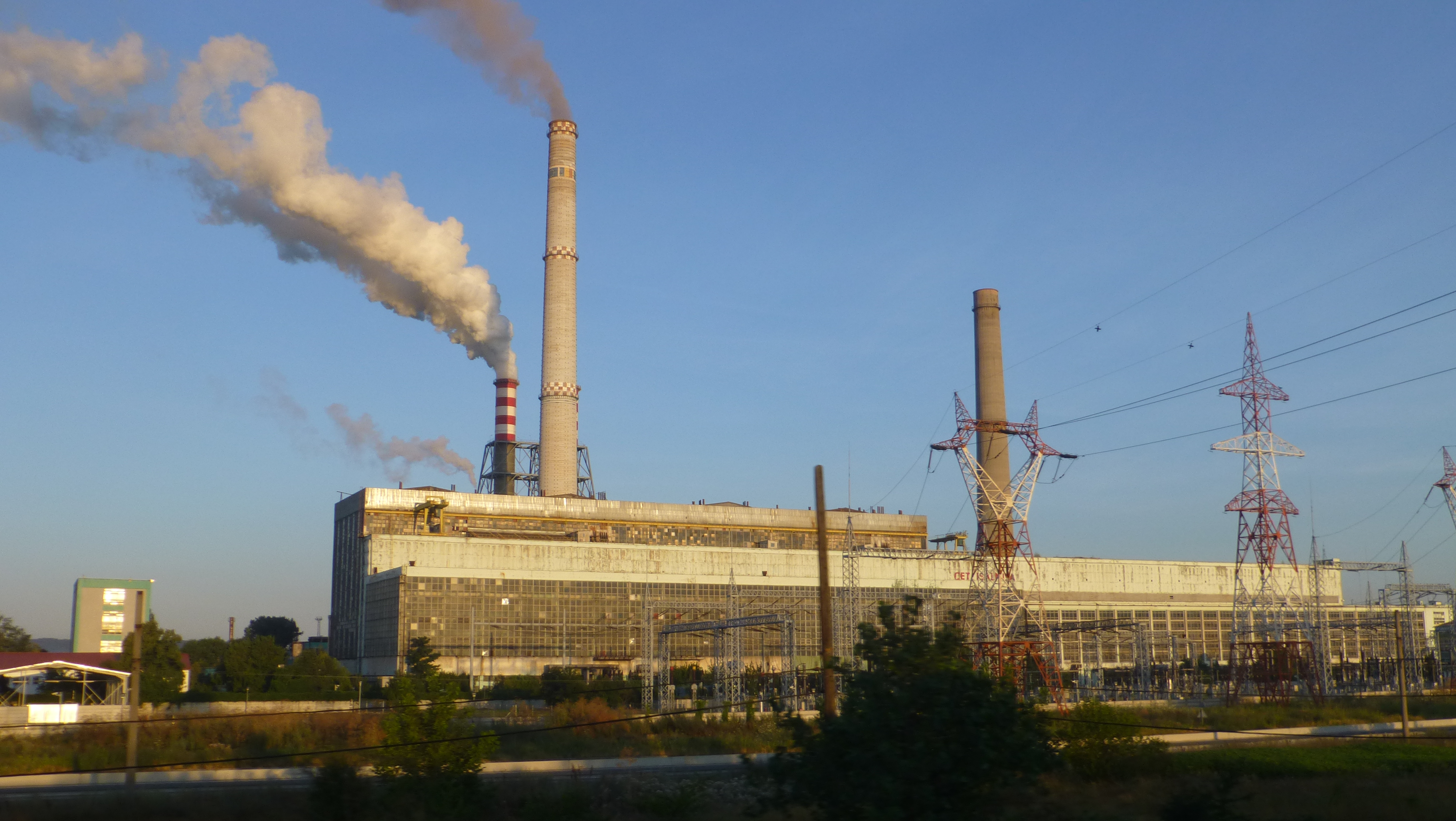
Termocentrala Ișalnița

S.C. Complexul Energetic Craiova S.A. este o companie de stat producătoare de energie electrică și termică din România. Compania, deținută de Ministerul Economiei, are o putere instalată de 930 MW, fiind a treia termocentrală ca mărime din zona Olteniei, după CE Turceni - 1,980 MW și CE Rovinari - 1,320 MW. CE Craiova a livrat 4,4 TWh în anul 2008. Spre deosebire de termocentralele de la Turceni sau Rovinari, CE Craiova nu se află în apropierea unor zăcăminte de cărbune, astfel încât înregistrează cheltuieli suplimentare cu transportul cărbunelui.
CE Craiova deține trei sucursale: Sucursala Electrocentrale (SE) Ișalnița, SE Craiova II și Sucursala Minieră Prigoria.
CE Craiova se numără printre cei mai mari poluatori din România, ca de altfel toate termocentralele din țară. În prezent există în plan realizarea unui proiect de captare a emisiilor de dioxid de carbon, primul de acest fel din România. Cel mai probabil, acest proiect de captare a emisiilor de dioxid de carbon va fi făcut împreună cu cea mai mare companie energetică din Norvegia, Statkraft, și ar putea costa până la 500 milioane euro. Participarea norvegienilor va fi de 200 milioane euro, iar România va participa cu restul de până la 400-500 milioane euro.
Cifra de afaceri în 2008: 290,3 milioane euro
Venit net în 2008: 0,9 milioane euro
Producția, în TWh:
| Anul | 2009 | 2008 | 2007 | 2006 | 2005 |
| ---- | ---- | ---- | ---- | ---- | ---- |
| TWh  | 4,4  | 4,8  | 4,7  | 4,7  | 4    |

## Sucursale
S.E. Ișalnița este amplasată în partea central-nordică a județului Dolj, în Lunca Jiului, la 11 km N-NV de centrul municipiului Craiova  și la aproximativ șapte km de cartierul Craiovița Nouă, situat în extremitatea nord-vestică a municipiului. Centrala Termoelectrică Isalnița este una din cele mai mari centrale electrice din România, cu o capacitate instalată de 2 x 315 MW și o capacitate operațională curentă de aproximativ 2 x 300 MW.
În prezent (iunie 2010), Complexul Energetic Craiova vrea să dezvolte la Ișalnița un grup energetic de 500 MW. Construcția grupului de 500 MW ar dura aproximativ trei ani, iar investiția s-ar putea ridica la 650 milioane euro.